# Hallerhaus (Biel)

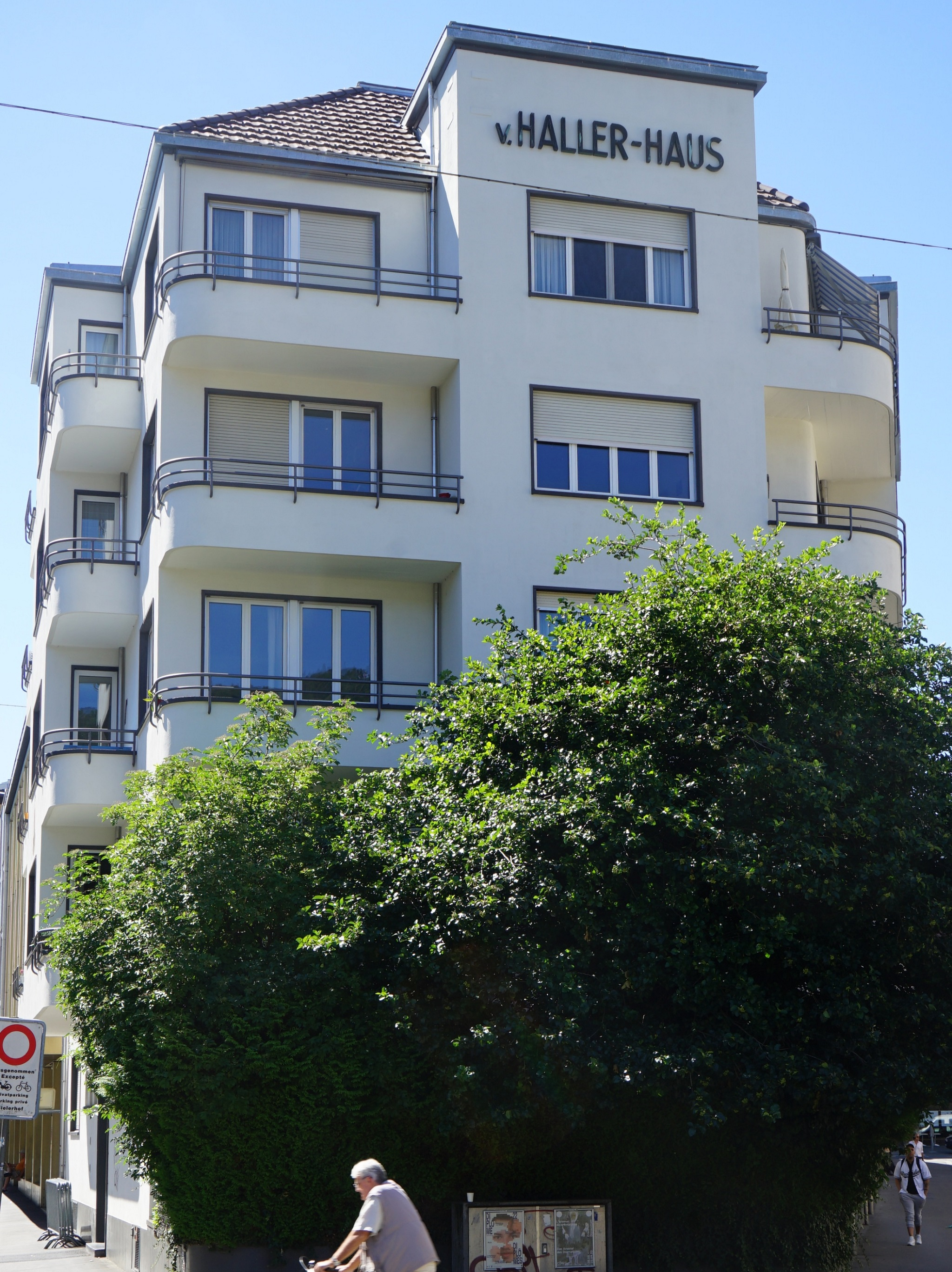
Hallerhaus (2022)

Das Hallerhaus ist ein Wohn- und Geschäftshaus in Biel (französisch Bienne) im Kanton Bern in der Schweiz. Es wurde von Wilhelm Schürch entworfen und 1938 errichtet. Das Bauwerk der «Bieler Moderne» wurde 2019 unter Denkmalschutz gestellt.

## Lage
Das Bauwerk befindet sich im Quartier Neustadt Süd (Nouvelle ville sud) südlich der Schüss. Es ist Teil der «Baugruppe N» (Unterer Quai) und liegt im Zwickel von Haller- und Spitalstrasse (Nummer «30»). Der «qualitätvoller Bau in exponierter Lage» liegt unweit des Bahnhofquartiers am Wasserlauf.

## Geschichte
In den Jahren 1927 bis 1948 wurde das «Bahnhofquartier» nördlich des Bahnhofs geschlossen nach Bauvorschriften des Neuen Bauens errichtet. Es gilt mit einheitlich geplanten Strassenzügen in der Schweiz als «einzigartig». Wilhelm Schürch entwarf einen Baukörper mit «asymmetrisch konzipierten Fassadenaufriss». Das «nicht ganz konsequente» Walmdach findet sich auch an benachbarten Bauten der 1930er Jahre.
Das Gebäude wurde 2003 rechtswirksam im Bauinventar des Kantons als «schützenswert» verzeichnet und mit Vertrag vom 27. August 2019 unter Schutz gestellt. Kulturgüter-Objekte der «Kategorie C» wurden (Stand: Juli 2022) noch nicht veröffentlicht.

## Belege
1. 1 2 3 4  Denkmalpflege des Kantons Bern: Biel/Bienne, Spitalstrasse 30. In: Bauinventar des Kantons Bern. Kanton Bern, abgerufen am 21. Januar 2024.

Koordinaten: 47° 8′ 7″ N, 7° 14′ 36,1″ O; CH1903: 585186 / 220495